# فرودگاه تسی که
فرودگاه تسی که (به انگلیسی: Tsay Keh Airport) یک فرودگاه همگانی است که یک باند فرود شن و ماسه دارد و طول باند آن ۱۳۷۲ متر است. این فرودگاه در کشور کانادا قرار دارد و در ارتفاع ۶۹۵ متری از سطح دریا واقع شده است.